# Axel Natt och Dag
Axel Wilhelm Magnus Natt och Dag, född 25 juni 1826 i Åsarps församling, Älvsborgs län, död 27 februari 1900 i Skövde stadsförsamling, Skaraborgs län, var en svensk militär och riksdagsman.
Natt och Dag var kapten vid Älvsborgs regemente. Han var i riksdagen ledamot av andra kammaren, invald i Marks härads valkrets.